# Batalla del Puente de Ludford
La batalla del Puente de Ludford fue el mayor desastre de los partidarios de la casa de York durante las guerras de las Dos Rosas.
Después de la victoria en la batalla de Blore Heath, los yorkistas marcharon hacia Worcester. Rápidamente se concentraron y fortificaron en el lugar conocido como Ludford Bridge (Puente de Ludford) en Shropshire, después de encontrarse con una gran fuerza de la casa de Lancaster. El 12 de octubre de 1459, uno de los comandantes de la causa de York llamado Andrew Trollope, cambió de bando una vez que aceptara el perdón real ofrecido por Enrique VI. Trollope era el jefe del contingente de Calais, por lo que su defección puso en manos del rey un buen número de soldados, provisiones e invaluable información acerca del ejército y los planes de Ricardo de York.
Ante la dramática situación (sobrepasados en número de tres a uno), esa misma tarde Ricardo y sus dos hijos, además de Warwick y Salisbury, escaparon del campo de batalla hacia Calais e Irlanda, respectivamente. 
Abandonados por sus comandantes, los ejércitos de York se dispersaron, dejando libres a los Lancaster de perseguir al propio York.
- Datos: Q281089